# Amettes
Amettes is een gemeente in het Franse departement Pas-de-Calais (regio Hauts-de-France) en telt 474 inwoners (1999). De plaats maakt deel uit van het arrondissement Béthune.

## Geboren
De heilige Benedictus Jozef Labre (Benoit Joseph) in de 18e eeuw.

## Geografie
De oppervlakte van Amettes bedraagt 6,9 km², de bevolkingsdichtheid is 68,7 inwoners per km².
De onderstaande kaart toont de ligging van Amettes met de belangrijkste infrastructuur en aangrenzende gemeenten.

## Demografie
Onderstaande figuur toont het verloop van het inwonertal (bron: INSEE-tellingen).